# Sara Pennypacker
Sara Pennypacker, née Sara Young en décembre 1951, est une écrivaine américaine notamment en littérature jeunesse. Elle écrit plus de vingt livres pour enfants, dont Pax et le petit soldat, Summer of the Gypsy Moths et les séries Clementine et Stuart. Sara Pennypacker est son nom de plume.

## Biographie
Sara Young exerce les métiers d'aquarelliste, galeriste, professeure,. En 1997, elle décide d'abandonner le métier d'aquarelliste et se lance dans l'écriture. Elle explique qu'il existe des similitudes entre l'art visuel et l'écriture car elle ne laisse pas une création suivre des chemins prévisibles et finit par réunir les différents éléments ensemble.
Elle écrit essentiellement pour la jeunesse mais publie aussi un roman pour adultes sous le nom de Sarah Young, Dans le berceau de l'ennemi (My Enemy's Cradle), inspiré de l’épisode historique sombre des Lebensborn, programme d'eugénisme allemand créé en 1935.
Elle vit entre la Floride, et Cap Cod, Massachusetts.

## Réception critique
Elle reçoit un Christopher Award pour Clementine's Letter et le Golden Kite Award pour Pierre In Love,. Elle reçoit en 2007 un prix du Boston Globe and Horn Book pour Clementine,.
Pax et le petit soldat est l'un des dix livres faisant partie de la longue liste du National Book Award for Young People's Literature en 2016. Il figure sur la liste des best-sellers du New York Times pendant 54 semaines, pour atteindre la première place en mars 2016,. C'est une histoire d'amitié entre un enfant de 12 ans et un renard apprivoisé, alors que l'Amérique est en guerre. Cecile Desbruns, dans Culturellement vôtre, indique que Sara Pennypacker, « conteuse hors pair », raconte une « très belle histoire, véhiculant un message humaniste, positif mais jamais niais » et qu'il « montre aux jeunes lecteurs que les personnes s’engageant dans la guerre ne sont pas nécessairement mauvaises ou irresponsables. ». Pour Clémentine Hoffmann, de L'info tout court, qualifie Pax de « récit intemporel et inspirant » et note que « Sarah Pennypacker s’adresse aux jeunes lecteurs sans langue de bois, mais avec beaucoup de subtilité, de pudeur et de maturité. ».
Elle est lauréate du Prix des libraires du Québec 2022 catégorie Hors Québec - Jeunesse pour Le Château des papayes.

## Œuvre
Sarah Pennypacker publie de nombreux ouvrages, dont :

### Publiés en français
- La Cape de Stuart (2004)
- Stuart va à l'école (2004)
- Dans le Berceau de l'ennemi, 2009
- Clémentine a tous les talents (2012)
- La Folle semaine de Clémentine (2012)
- Clémentine notre amie à tous, illustrations de Marla Frazee (traduit par Ariane Bataille de Clementine, friend of the week, Rageot, 2013)
- Clémentine et la lettre secrète (2013)
- Une surprise pour Clémentine, illustrations de Marla Frazee (traduction par Ariane Bataille de Clementine and the family meeting, Rageot, 2014)
- Pax et le petit soldat (2018)
- Le Château des Papayes (2021)
- Pax, le chemin du retour (2022)

### Publiés en anglais
- Dumbstruck (Holiday House, 1994). Illustré par Mary Jane Auch.
- My Enemy's Cradle
- Pax (Balzer + Bray/HarperCollins, 2016). Illustré par Jon Klassen.
- Summer of the Gypsy Moths (Balzer + Bray/HarperCollins, 2012)
- Here in the Real World (Balzer + Bray/HarperCollins, 2020)

#### SérieWaylon
- Waylon! One Awesome Thing (Disney-Hyperion, 2016)[16],[17],[18]
- Waylon! Even More Awesome (Disney-Hyperion, 2018)[19],[20]
- Waylon! The Most Awesome of All (Disney-Hyperion, 2019)

#### SérieClementine
Illustrés par Marla Frazee
- Clementine (Hyperion, 2006)[21],[22]
- The Talented Clementine (Hyperion, 2007)[23]
- Clementine's Letter (Hyperion, 2008)[24]
- Clementine, Friend of the Week (Disney-Hyperion, 2010)
- Clementine and the Family Meeting (Disney-Hyperion, 2011)[25]
- Clementine and the Spring Trip (Disney-Hyperion, 2013)
- Completely Clementine (Disney-Hyperion, 2015)[26],[27],[9]

#### SérieStuart
- Stuart's Cape (Scholastic, 2002)[28]
- Stuart Goes to School (Orchard/Scholastic, 2005)[29]

#### SérieFlat Stanley
- The Mount Rushmore Calamity (HarperCollins, 2009)[30]
- The Great Egyptian Grave Robbery (HarperCollins, 2009)
- The Japanese Ninja Surprise (HarperCollins, 2009)
- The Intrepid Canadian Expedition (HaroerCollins, 2009)

#### SériePicture
- Meet the Dullards (Balzer + Bray/HarperCollins, 2015)[31],[32],[33]
- Sparrow Girl (Hyperion, 2009). Illustrés par Yoko Tanaka[34],[35].
- Pierre in Love (Orchard/Scholastic, 2007). Illustrés par Petra Mathers[36],[37].